# Art Evans
Arthur James Evans, detto Art (Berkeley, 27 marzo 1942 – Los Angeles, 21 dicembre 2024), è stato un attore statunitense.

## Filmografia parziale

### Cinema
- Claudine, regia di John Berry (1974)
- Storia di un soldato (A Soldier's Story), regia di Norman Jewison (1984)
- Tutto in una notte (Into the Night), regia di John Landis (1985)
- Ammazzavampiri (Fright Night), regia di Tom Holland (1985)
- Jo Jo Dancer, Your Life Is Calling, regia di Richard Pryor (1986)
- Per favore, ammazzatemi mia moglie (Ruthless People), regia di Zucker-Abrahams-Zucker (1986)
- Aule turbolente (School Daze), regia di Spike Lee (1988)
- Jamaica Cop (The Mighty Quinn), regia di Carl Schenkel (1989)
- Pronti a tutto (Downtown), regia di Richard Benjamin (1990)
- 58 minuti per morire - Die Harder (Die Hard II), regia di Renny Harlin (1990)
- I trasgressori (Trespass), regia di Walter Hill (1992)
- CB4, regia di Tamra Davis (1993)
- Uno sbirro tuttofare (Metro), regia di Thomas Carter (1997)
- Interstate 60 (Interstate 60: Episodes of the Road), regia di Bob Gale (2002)

### Televisione
- Dalle 9 alle 5, orario continuato (9 to 5) – serie TV, 12 episodi (1986-1988)
- Detective Monk (Monk) – serie TV, episodio 5x04 (2006)

### Videoclip musicali
- Go Home - Stevie Wonder (1985)

## Doppiatori italiani
Nelle versioni in italiano delle opere in cui ha recitato, Art Evans è stato doppiato da:
- Carlo Baccarini in Storia di un soldato
- Glauco Onorato in Per favore, ammazzatemi mia moglie
- Gil Baroni in Dalle 9 alle 5, orario continuato
- Vittorio Congia in 58 minuti per morire - Die Harder
- Massimo Foschi ne I trasgressori
- Rodolfo Bianchi in Uno sbirro tuttofare
- Giorgio Favretto in X-Files
- Renato Mori in Interstate 60
- Mario Bombardieri in Detective Monk

Da doppiatore, è stato sostituito da:
- Gianluca Machelli ne La famiglia Proud: più forte e orgogliosa